# بدل (شخص)

## تعریف

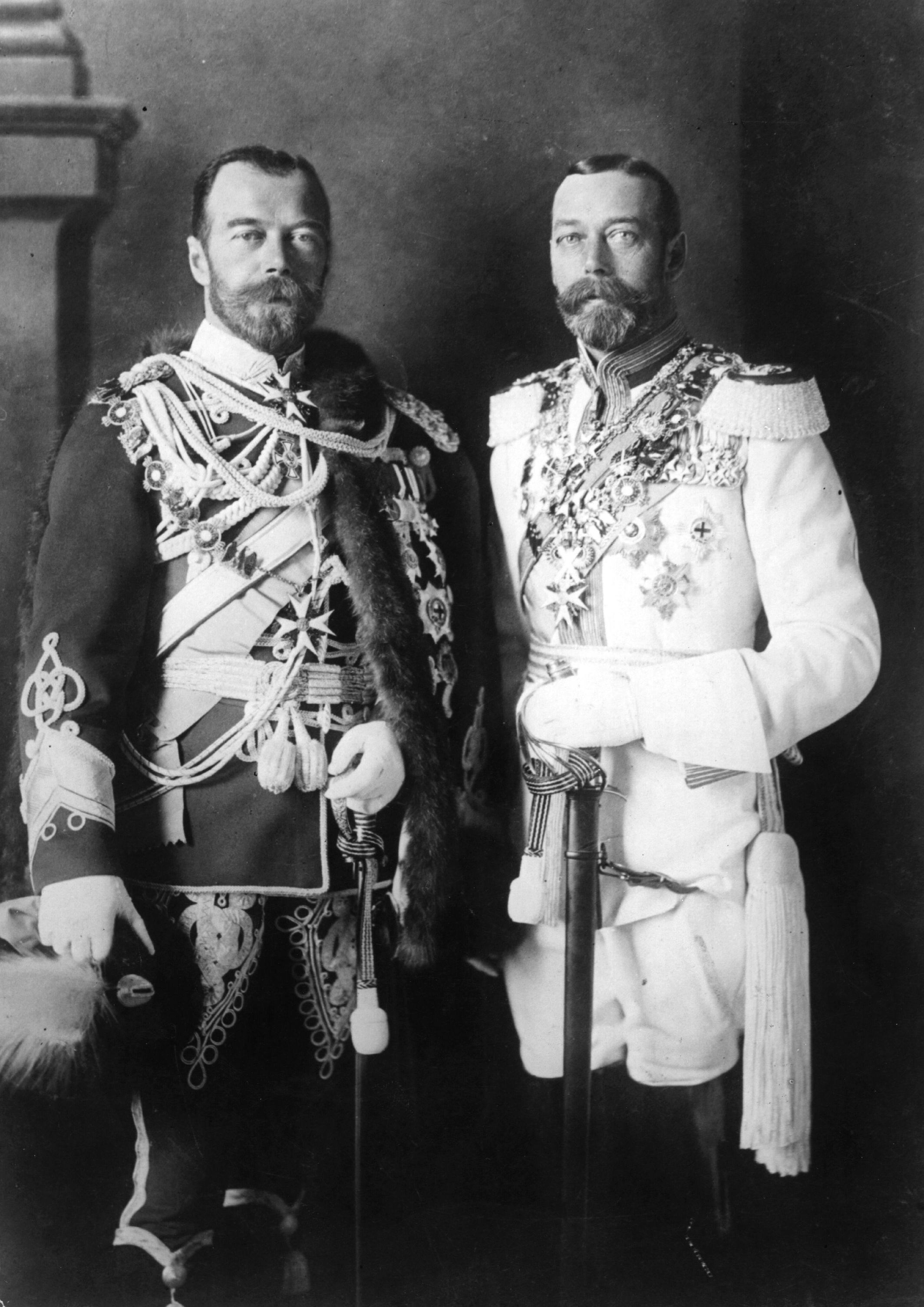
پسر عموی تزار نیکلاس دوم (سمت چپ) و پادشاه جورج پنجمبا لباس نظامی برلین آلمان، پیش از جنگ جهانی اول.

بَدَل یا همزاد شخصی است که شباهت جسمی زیادی با شخص دیگر داشته باشد. مواردی مانند دوقلوها و سایر موارد شباهت خانوادگی بدل به حساب نمی‌آیند.

## نمونه ها
برخی بدل‌ها در طول تاریخ شهرت فراوانی کسب کرده‌اند؛ مانند شباهت عجیب جرج پنجم پادشاه انگلیس یا نیکلای دوم، تزار روسیه که با یکدیگر نسبت عموزادگی داشتند. سایر بدل‌ها نیز به سبب شباهت فراوانشان با افراد مشهور توانستند برای خود شهرتی دست و پا کنند. برای نمونه می‌توان به کلیفتون جیمز، که در جنگ جهانی دوم به عنوان بدل ارتشبد برنارد لاو مونت‌گومری خدمت می‌کرد، اشاره نمود.
بدل‌هایی که به افراد مشهور شباهت دارند، در صنعت سرگرمی نیز فعالیت کرده‌اند و به‌طور مثال در صحنه‌های نمایش یا در مهمانی‌ها و گردهم‌آیی سازمان‌ها اقدام به تقلید گفتار و رفتار فرد مشهور نموده‌اند. بدل‌های حرفه ای اغلب توسط آژانس‌های استعدادیابی متخصص در تقلید گفتار و رفتار مشاهیر ارائه به‌کار گرفته می‌شوند.
شباهت بدنی نزدیک بین دو یا چند نفر نیز یک پی‌رنگ مشترک در آثار داستانی است.

## دیگر موارد
جالب است بدانید در طول تاریخ از این شباهت به شکل های مختلف مورد استفاده قرار گرفته شده است. به طور مثال در گذشته برای افراد قدرمتند و حفظ امنیت این افراد از بدل ها استفاده می‌شد و امروزه نیز در ضنعت سرگرمی موارد زیادی از استفاده افراد مشابه هم دیده میشه.